# Mengerschied
Mengerschied település Németországban, Rajna-vidék-Pfalz tartományban. Lakosainak száma 723 fő (2023. december 31.). Mengerschied Sargenroth, Ravengiersburg, Gemünden és Henau községekkel határos.

## Népesség
A település népességének változása:
| Lakosok száma | 817  | 743  | 713  | 700  | 722  | 728  | 723  |
|               | 1975 | 2010 | 2017 | 2019 | 2021 | 2022 | 2023 |